# アブラシバ
アブラシバ（学名: Carex satzumensis Franch. & Sav.）はカヤツリグサ科スゲ属の植物の1つ。小柄なもので枝分かれした花序に多数の小穂を密集して付ける。

## 特徴
多年生の草本。根茎は短く、数本の茎葉を纏まって出し、また匍匐茎を伸ばして広がって生える。葉は根出状に出て地表に広がって伸び、長さは10～15 cm、幅5 mm の線形をしており、葉質は強く、縁はざらつくが上面は滑らかで濃い緑色をしている。その姿はややコウボウムギに似ているともされる。
花期は5～6月で、高さ10～15 cm程の花茎を直立させる。花茎は細いが強靱で、先端に黄緑色の密集した花穂を付ける。花穂全体の形は円錐形に近い円柱形となっている。花序は多数の小穂からなり、上方の小穂ほど小さく、また小穂は軸に対してほぼ垂直に立つ形を取る。小穂は全て雄雌性、つまり先に雄花、基部側に雌花がある形で、雄花部は先端に短くあるだけで、それ以下は雌花部となっている。また小穂の基部には果胞状の形の前葉がある。小穂は長さ5～10 mmほどで、下方のものにはその基部に細い線形の苞が着いている。雌花鱗片は卵状披針形で先端が尖っており、果胞より短い。果胞は卵状披針形で無毛、基部で大きく曲がって反り返り、先端は長い嘴になり、先端の口部は腹面で深く切れ込み、そこから長く3裂した柱頭が伸び出る。
和名は油芝の意味で、黄褐色の穂が油気を帯びている様に見えることからついたという。

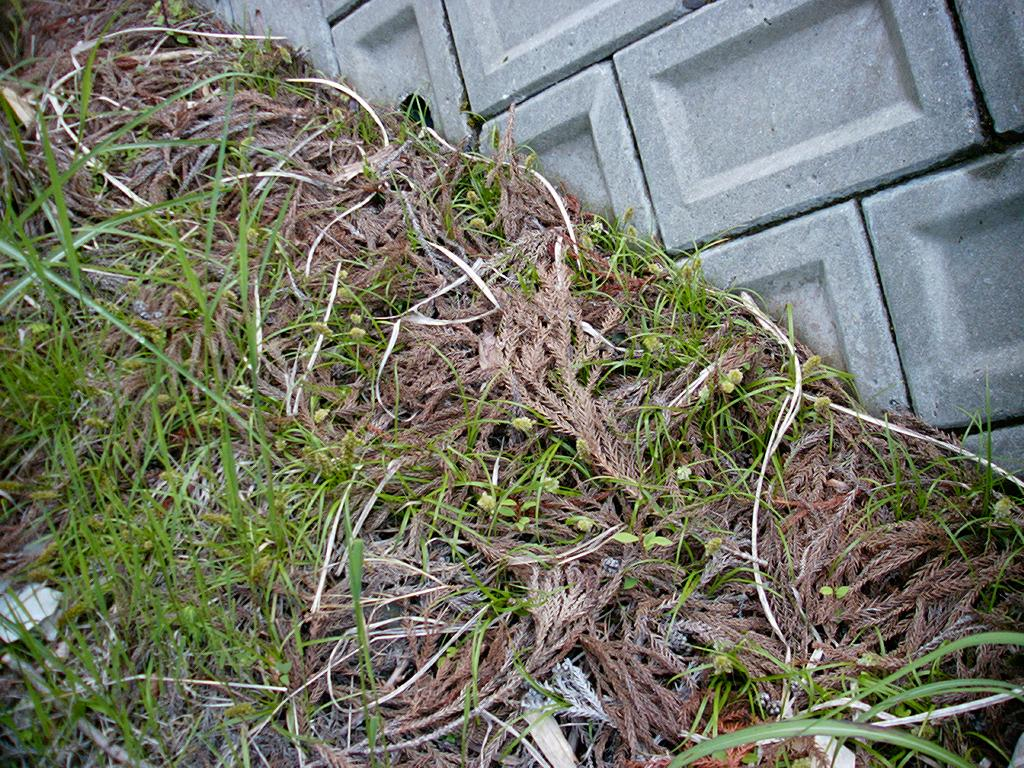
群生している様子

## 分布と生育環境
日本では本州の福島県以南、四国、九州、伊豆大島、トカラ列島の中之島から知られ、国外では台湾、ベトナム、フィリピンに分布する。
山地の崩壊した砂礫地に生育する。ガレ地や河原にも出現する。

## 分類、類似種など
小穂が円錐花序の形を取り、小穂の基部に果胞状の前葉があり、柱頭が3つに裂けることなどから 勝山 (2015) は本種をアブラシバ節 Sect. Japonicae とし、本種のみを含めている。日本産で同様な特徴を持つものにハナビスゲ C. crusiata があるが、勝山 (2015) はこの種では花序が茎の先端に単一に生じるのでなく、それ以下の葉腋にも生じること、本種は初夏に開花結実するのに対してこの種では秋に結実することなどから節を分けている。この2種は円錐花序を生じ、また小穂基部の前葉が果胞状の形を取ることも含め、スゲ属の中で原始的なものである、との判断がかつてはあったが、現在は否定されている。なおハナビスゲは花茎の長さが40 cmから時に1 mに達するものであり、本種とは見かけが全く異なる。他の日本のスゲ属とは本種の花序が独特であるために混同するようなものはない。
形態的には本種は Indocarex と呼ばれる群に属するものでこの群はインド、マレーシア地方に多いものである。

## 保護の状況
環境省のレッドデータブックには指定がないが、都県別では福島県、群馬県、千葉県と佐賀県で絶滅危惧I類、東京都で絶滅危惧II類、奈良県と大分県、熊本県、宮崎県、鹿児島県で準絶滅危惧の指定があり、また茨城県と島根県では情報不足とされている。生育地の少ない地域では生育環境が安定した場所でないことから環境変化や遷移の進行などによる減少が懸念されている。